# Ryan McCombs
Ryan McCombs (Muncie, Indiana; 16 de julio de 1974) es un cantante estadounidense de heavy metal. Desde 2005 hasta 2011 se desempeñó como vocalista de la banda de nu metal, Drowning Pool, a la que volvió nuevamente en 2023. Desde 1997 es el cantante de la reciente reintegrada banda Soil.

## Con SOiL
McCombs se unió a la banda de rock Soil como vocalista. La banda pasó a llegar a un estatuto internacional, realizando tres álbumes y un EP durante su tiempo en el grupo: El Chupacabra (EP) and Throttle Junkies , Scars, y Redefine, posteriormente abandono la banda para estar con su familia. En 2011 McCombs se reúne con Soil y se embarca en una nueva gira

## Con Drowning Pool

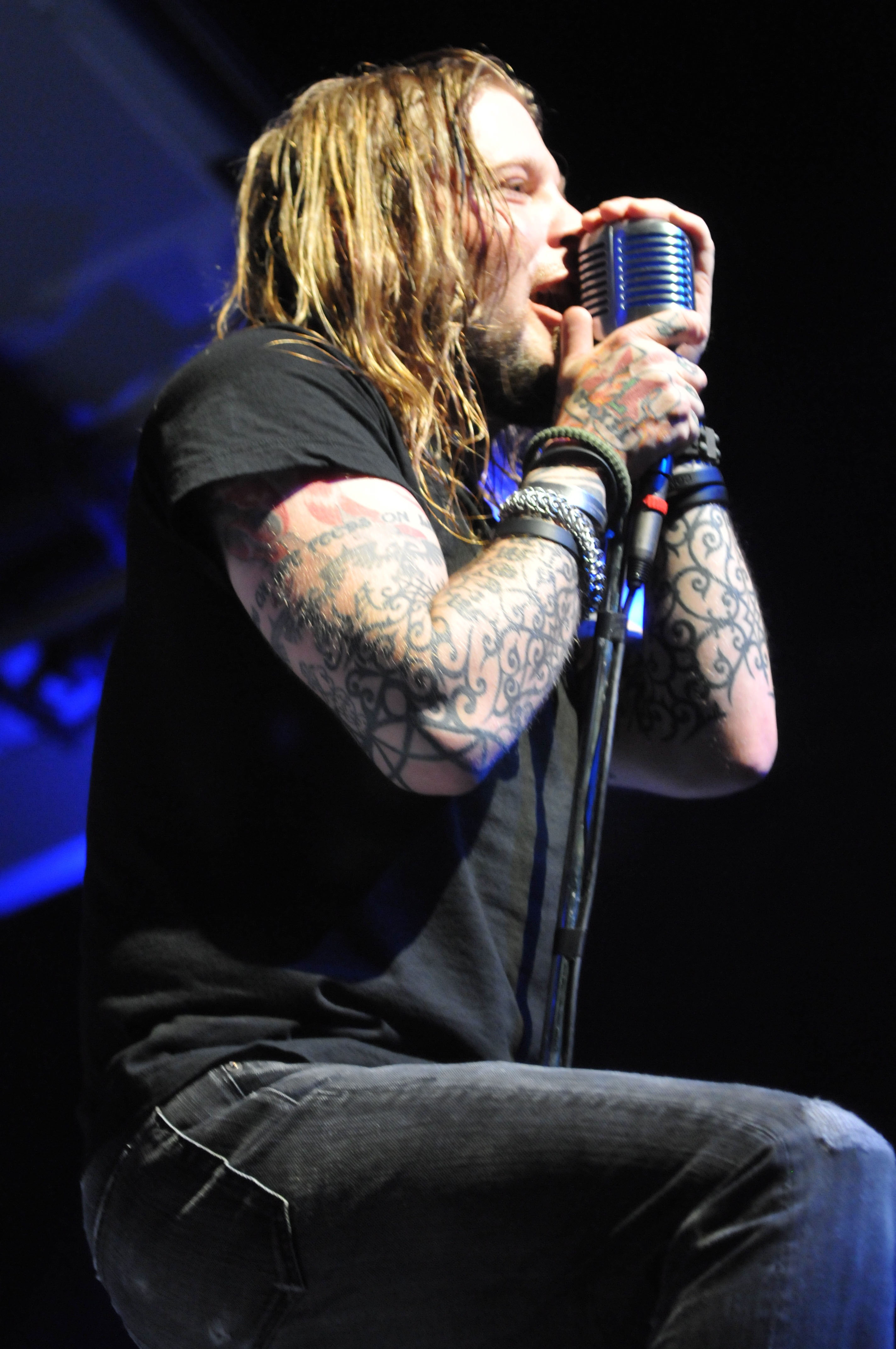
Ryan McCombs, cantante de Drowning Pool, en un concierto en Fort Wainwright, 2010

Ryan abandonó Soil para estar con su familia. Se había ido por un año. Su familia y sobre todo su esposa lo convencieron para que siguiera cantando. Cuando volvió a cantar, SOiL ya había encontrado a un nuevo cantante. Su esposa le dijo que si iba a estar con una banda, que se asegurarse de que estuviese con gente confiable. Alrededor de este tiempo, el excantante de Drowning Pool, Jason Jones dejó su banda para unirse a la banda AM Conspiracy. Drowning Pool anunció que la identidad del nuevo vocalista iba a ser anunciada en el Ozzfest en Dallas, Texas el 25 de agosto de 2005. El 20 de julio de 2005, la información se filtró a la página web SMNNews, y en periódicos, por lo que Drowning Pool reconoció la noticia y Ryan McCombs se unió la siguiente semana. Ryan McCombs, como miembro de la banda, está trabajando en su próximo álbum de estudio, en turismo y, sobre todo entrenando tropas que sirven en Irak. Ryan McCombs abandona Drowning Pool durante el 2011 por razones personales.
Actualmente Ryan vive en Dunkirk, Indiana, con su esposa y sus dos hijos.

## Discografía

### SOiL
- Throttle Junkies (1999)
- Scars (2001)
- Redefine (2004)
- Whole (2013)

### Drowning Pool
- Full Circle (2007)
- Loudest Common Denominator (2009)
- Drowning Pool (2010)